# Exochus hakonensis
Exochus hakonensis là một loài tò vò trong họ Ichneumonidae.